# Теслин трансформатор
Теслин трансформатор или Теслина завојница је тип електричног кола са резонантним трансформатором са ваздушним језгром којег је изумео Никола Тесла око 1891. године.
Користи се за производњу високог напона високе фреквенције. Тесла је вршио експерименте са различитим конфигурацијама трансформатора и оне се састоје од два или три међусобно повезана осцилаторна кола. Трансформатор је првобитно коришћен за експерименте у производњи муња, истраживању електричног освјетљења, фосфоресценције, производње рендгенских зрака, електротерапије и бежичног преноса електричних сигнала (радио) и енергије на даљину.

## Конструкција
Рани дизајни Теслиног трансформатора су имали извор средњег или високог напона, један или више високонапонских кондензатора и искриште, све повезано у примарном колу трансформатора. Тиме је побуђиван примар са периодичним импулсима високофреквентних струја.
Секундар је намотан у више слојева и напон у њему се индуцира електромагнетском индукцијом из примара. Примар и секундар су резонантна кола, па се повећање напона постиже и резонантном акцијом, а не само повећаним бројем намотаја у секундару као код класичног трансформатора за струје фреквенције 50 или 60 Hz. Резонантна фреквенција Теслиног трансформатора је типично између 25 kHz и 2 MHz.
Каснији дизајн Теслиног трансформатора обично има једнослојни намотај у примару и секундару трансформатора.

## Пренос електромагнетских таласа и снаге
Тесла је своје конструкције трансформатора углавном користио за експерименте са преносом електричне енергије и информација на даљину. Принцип резонантне подешености предајног и пријемног кола је универзално прихваћен за све радио-пријемнике и радио-предајнике. 
Што се тиче бежичног преноса електричне снаге у већем обиму, до данашњег дана се није успјело у томе. Сам Тесла је тврдио да је ефикасност Теслиног трансформатора у преносу енергије већа од преноса енергије класичним „Херцовим“ осцилаторима. То је донекле демонстрирао својим експериментима у Колорадо Спрингсу, гдје је успијевао да упали сијалицу од 25 W прикључену на Теслин трансформатор подешен као пријемник. Пријемна завојница је била једним крајем уземљена, али није било никакве директне жичне везе између предајника и пријемника. Даљина између пријемника и предајника је била неколико десетина метара.

## Данашња примена
Данас се користе у научним музејима ради производње краћих муња, што је занимљиво посјетиоцима за посматрање.
Кола слична Теслином трансформатору су коришћена у радио-предајницима са искриштем за бежичну телеграфију, до развоја јачих предајника са електронским цијевима 1920-их година.
У предајницима са искриштима су кориштена и друга електрична кола, али су сва користила резонантни принцип који је први Тесла увео у радио-технику. У данашње вријеме главна употреба Теслиног трансформатора је за забаву и у едукативне сврхе. Трансформаторе граде ентузијасти, истраживачке установе и научни музеји. Данас постоје електронски осцилатори, али је Теслин оригинални дизајн са искриштем врло поуздан и отпоран на врло високе напоне.
Теслин трансформатор је понекад кориштен и за сљедеће намјене:
- за стварање плазме, ватрених лопти - лоптастих муња
- у акцелераторима и разбијачима атомских честица
- за Кирлијанову фотографију
- у рендгенографији
- за производњу озона
- као извор ударних напона при високонапонским мјерењима
- за стерилизацију воде и ваздуха

## У популарној култури
У популарној култури се понекад сваки високонапонски трансформатор назива Теслиним трансформатором. Међутим, прави Теслин трансформатор има међусобно повезана осцилаторна кола у примару и секундару, док је већина високонапонских трансформатора у данашњој употреби нерезонантна.
Теслин трансформатор је кориштен у многим филмовима за посебне ефекте: то су, на примјер, ефекти варничних пражњења у филмовима „Терминатор 2“, „Горштак“ и „Досије X“. Присутан је и у неким рачунарским играма (на примјер Command & Conquer серија).